# Mahera
Mahera (Afganistan) és el pseudònim d'una jove metgessa ginecòloga afganesa que va treballar en un hospital d'una província del nord del país. Va ser escollida per la BBC com una de les 100 dones més inspiradores del 2021.
Va treballar amb supervivents de la violència de gènere a l'Afganistan. Després del retorn dels talibans al poder del 2021 va viatjar per diversos districtes per ajudar pacients que requerien serveis ginecològics.